# Ikarus E91
Ikarus E91 je model městského nízkopodlažního midibusu, který v letech 1997 až 2007 vyráběla maďarská firma Ikarus.

## Konstrukce
Ikarus E91 je standardní dvounápravový částečně nízkopodlažní midibus se samonosnou karoserií. Zadní náprava je hnací, motor a převodovka se nachází pod podlahou v zadní části vozu. Kabina řidiče je polouzavřená.

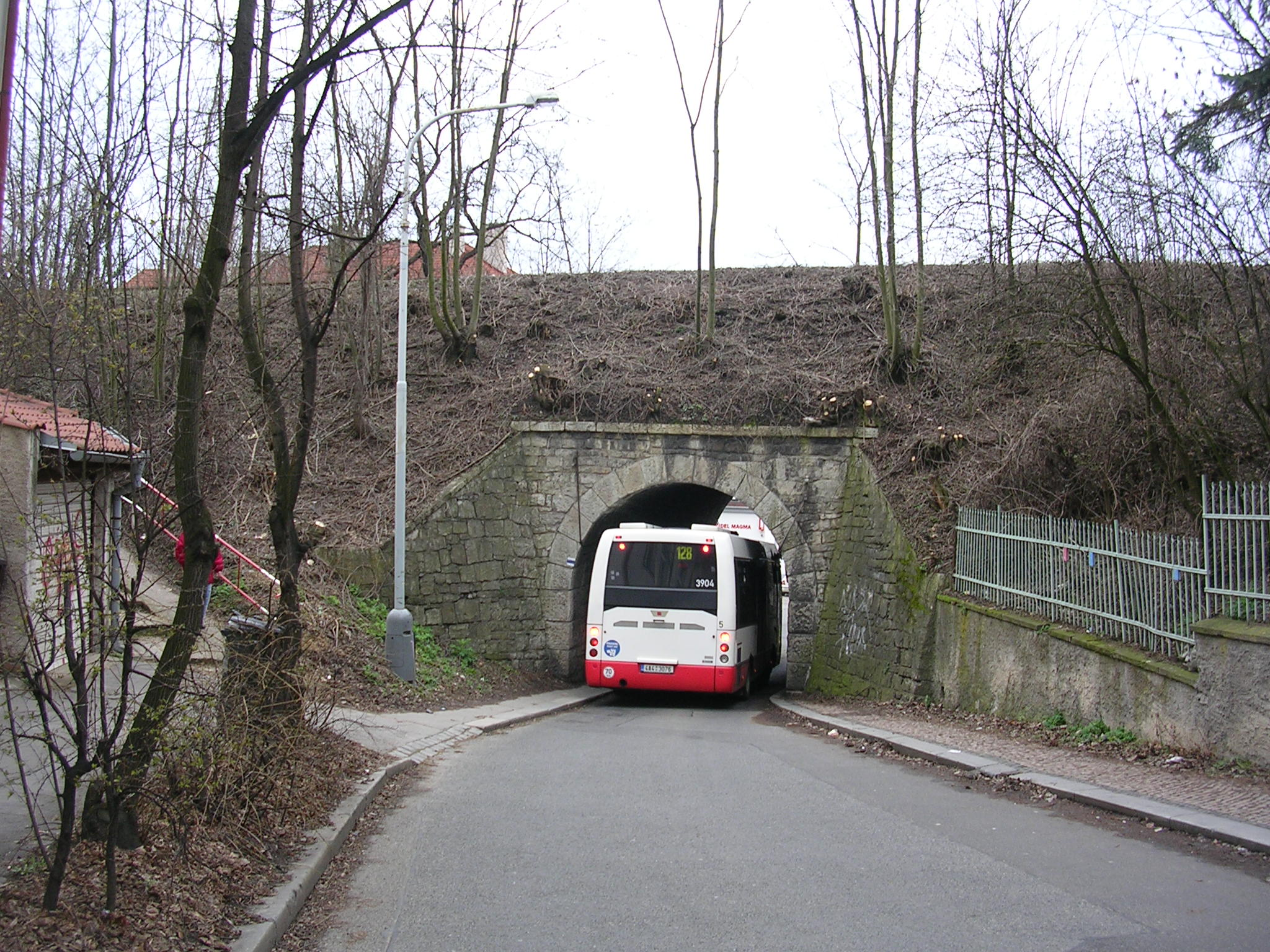
Ikarus E91 na lince 128 na Zlíchově v kritickém místě, kvůli kterému nemohla být oblast obsluhována standardními autobusy

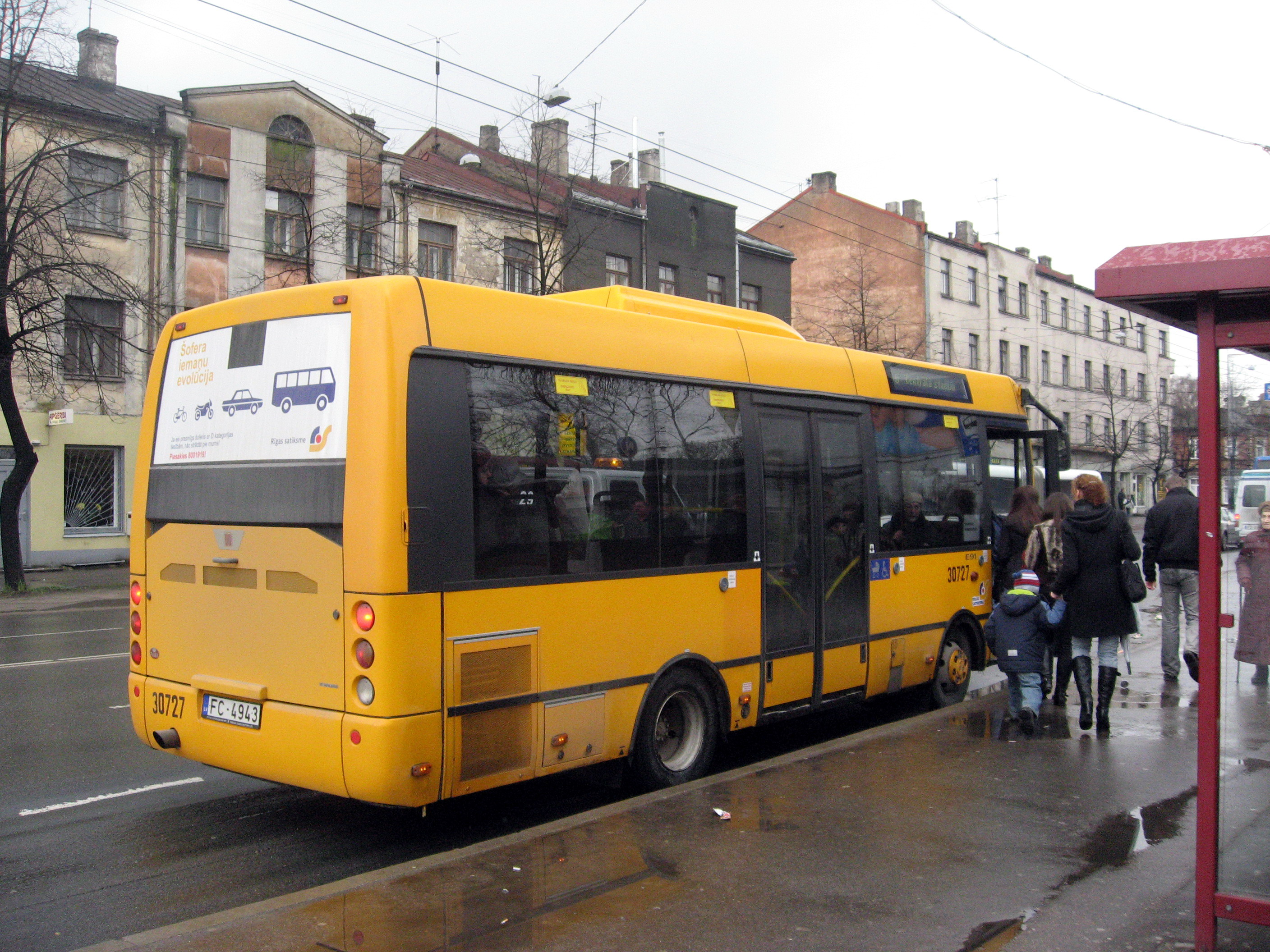
Ikarus E91 v lotyšské Rize

## Výroba a provoz
První prototyp Ikarusu E 91 byl vyroben v roce 1997 a následně byla zahájena sériová výroba, která trvala do roku 2007, ovšem po tomto typu je velmi malá poptávka, celkem tak bylo vyrobeno jen 191 vozidel. V Maďarsku skončil z uvedeného počtu pouze jeden kus. Dva vozy si zakoupil dopravce z Finska (šlo o první dva vozy netypicky řešené s nápravou Csepel, jediné dva takto řešené vozy), 5 vozů skončilo na Islandu a 6 v České republice. Zbytek produkce zamířil do třech států. 25 midibusů si pořídilo Řecko, vůbec největší flotila – 106 ks – zamířila do lotyšské Rigy a 44 autobusů nalezlo uplatnění také v náročných klimatických podmínkách Norska.     
V České republice se objevily pouze v Praze, a to v počtu šesti kusů (tři od března 2003, čtvrtý v lednu 2005, pátý a šestý v listopadu 2006, evidenční čísla 3901 až 3906). Od 18. dubna 2003 byly nasazeny na novou linku 291, obsluhující úzkými uličkami nemocniční komplexy na Novém Městě, 1. září 2005 byla s využitím těchto vozů zahájena nová linka 128 k obsluze oblasti Žvahova, která kvůli nízkému podjezdu je pro standardní autobusy nepřístupná, a 1. dubna 2009 byly nasazeny na novou linku 236 v oblasti Zámků, Bohnic a Troji. V červenci a v srpnu 2005 byl jeden vůz tohoto typu nasazen na dočasnou náhradní linku 724 z Kateřinek do Újezda. Od 16. října 2009 měl být Ikarus E 91 dočasně nasazen na nové lince 292 z Malostranského náměstí k Nemocnici pod Petřínem místo italského elektrobusu, který nebyl včas dodán, tato informace však byla později stažena a termín zahájení provozu odložen.
Nástupcem tohoto typu je typ MidiCity S 91, vyráběný od roku 2008, a to v kooperaci Rába Vehicle Ltd., Molitus Ltd. a Webasto Hungaria Ltd.

## Historické vozy
- Praha (vůz ev. č. 2004)[zdroj?]